# Eulepidotis albistriata
Eulepidotis albistriata là một loài bướm đêm trong họ Erebidae.